# ديزي بيتس (مؤلفة)
ديزي ماي بيتس (بالإنجليزية: Daisy Bates)‏ الحائزة على رتبة الإمبراطورية البريطانية (اسمها عند الولادة مارغريت دواير؛ 16 أكتوبر 1859 – 18 أبريل 1951) كانت صحفية أيرلندية أسترالية، وعاملة رعاية اجتماعية، ودارسة أبدية لثقافة ومجتمع السكان الأصليين الأستراليين. أطلق بعض السكان الأصليين على بيتس لقب كبارلي Kabbarli «الجدة» على سبيل المجاملة والثناء (وهو نسيب المصطلح /kaparli/ المستخدم في العديد من اللغات الأسترالية، وقد يأتي هذا اللقب أيضًا بمعنى «الحفيدة» في بعض السياقات).

## علاقتها مع السكان الأصليين في أستراليا
لم تنشأ علاقة بيتس مع السكان الأصليين الأستراليين لدورها كمبشرة أو طبيبة أو مدرسة. قالت مقدمة كتابها الذي كتبه ألان مورهيد ما يلي: «بقدر ما أستطيع أن أفهم، لم تحاول بيتس قط تعليم السكان الأستراليين الأصليين أي شيء أو تحويلهم إلى أي دين، بل فضلت أن يبقوا كما هم عليه وأن يعيشوا آخر ما بقي لهم من أيام بسلام». قال آلان مورهيد أيضًا: «لم تكن عالمة أنثروبولوجيا، لكنها عرفت السكان الأستراليين الأصليين أفضل من أي شخص آخر عاش على الإطلاق؛ وجعلت حياتهم وقضاياهم أمرًا مثيرًا للاهتمام لا لنفسها فقط، بل لنا أيضًا».
في عام 1899 تقريبًا، نُشرت في صحيفة ذا تايمز رسالة حول قسوة المستوطنين في غرب أستراليا على السكان الأصليين. وعلى ذلك، كتبت بيتس بينما كانت تستعد للعودة إلى أستراليا إلى صحيفة ذا تايمز عرضًا طلبت فيه إجراء تحقيقات كاملة حول الموضوع مع إرسال النتائج إليهم. قبلت الصحيفة عرضها وأبحرت إلى أستراليا في أغسطس عام 1899. كرّست بيتس 40 عامًا من حياتها لدراسة حياة السكان الأصليين، وتاريخهم، وثقافتهم، وطقوسهم، ومعتقداتهم، وعاداتهم. بحثت بيتس عن هذا الموضوع وكتبت عنه بينما كانت تعيش في خيمة ضمن مستوطنات صغيرة في أستراليا الغربية على حواف سهل نولاربور، وتضمّن هذا منطقة أولديا في جنوب أستراليا. اشتهرت بيتس بالتزامها الصارم مدى الحياة بالأزياء الإدواردية بما في ذلك الأحذية والقفازات والوشاح.
أقامت بيتس معسكرات لإطعام السكان العابرين وتقديم اللباس والعناية التمريضية لهم مستفيدةً من دخلها الخاص لتلبية احتياجات المسنين. قيل إنها كانت تحمل معها مسدسات دائمًا حتى في شيخوختها، وكانت مستعدة تمامًا لاستخدامها لتهديد الشرطة إن ضبطتهم يسيئون معاملة السكان الأصليين.
كانت بيتس مقتنعة بأن السكان الأصليين الأستراليين هم حكمًا عرق محتضر، وأن مهمتها كانت تسجيل أكبر قدر ممكن عنهم وعن حياتهم قبل اختفائهم. في مقال نُشِر عام 1921 في صحيفة صنداي تايمز في بيرث، دعت بيتس إلى تشكيل «حرس نسائي» لمنع حركة السكان الأصليين من الاحتياطي المركزي الأسترالي إلى مناطق الاستيطان، وردّت لاحقًا على انتقادات زعيم الحقوق المدنية للسكان الأصليين ويليام هاريس الذي قال إن الأشخاص مختلطي العرق بين الشعوب الأصلية والمستوطنين مفيدون للمجتمع الأسترالي من خلال كتابة ما يلي: «في ما يتعلق بالأشخاص مختلطي العرق، فإن الأشخاص الجيدين هم فقط الموتى منهم، حتى وإن أُخذوا ودُرِّبوا في وقت مبكر من حياتهم، مع وجود استثناءات قليلة جدًا».

## روابط خارجية
- ديزي بيتس (مؤلفة) على موقع الموسوعة البريطانية (الإنجليزية)